# 上多尔拉
上多尔拉（德語：Oberdorla，發音：[ˈoːbɐˌdɔʁla]）是德国图林根州温斯特鲁特-海尼希县曾经的一个市镇，面积19.7平方千米，2014年1月10日人口为2,296人。2012年12月31日，上多尔拉与另外2个市镇合并为新市镇福格泰。